# Isiah Thomas
Ne doit pas être confondu avec Isaiah Thomas.
Pour les articles homonymes, voir Thomas.
Isiah Lord Thomas III (né le 30 avril 1961 à Chicago) est un joueur de basket-ball professionnel américain, entraîneur et exécutif qui est aujourd'hui analyste pour la NBA sur TNT. Il a joué toute sa carrière professionnelle pour les Pistons de Détroit de la National Basketball Association (NBA). Évoluant au poste de meneur, il fut nommé All-Star à 12 reprises, est membre des 50 meilleurs joueurs du cinquantenaire de la NBA et intronisé au Basketball Hall of Fame en 2000. 
Il est considéré comme l'un des meilleurs meneurs de jeu de toute l'histoire de la NBA. Thomas est la star des Pistons de Détroit durant les années 1981 à 1994,, à l'instar de Magic Johnson chez les Lakers de Los Angeles. Excellent défenseur, l'un des tout meilleurs passeurs de l'histoire de la NBA, il est aussi un finisseur adroit.
Thomas a joué au basket-ball universitaire pour les Hoosiers de l'Indiana, les conduisant au titre de la NCAA en 1981 dans sa deuxième année, puis s'est déclaré à la draft NBA 1981. Il a été choisi en 2e choix par les Pistons de Détroit, et a joué pour eux toute sa carrière, tout en menant les "Bad Boys" aux titres NBA de 1989 et 1990.
Très actif dans la lutte contre la drogue durant sa carrière de joueur, il reçoit en 1987 le J. Walter Kennedy Citizenship Award pour ses actions caritatives.
Après sa carrière de joueur, il a été membre de la direction des Raptors de Toronto, commentateur à la télévision, membre de la direction de la Continental Basketball Association, entraîneur des Pacers de l'Indiana et des Knicks de New York. Il a ensuite été l’entraîneur de basket-ball masculine des Panthers de la Florida International University (FIU) pendant trois saisons, de 2009 à 2012. Au début de mai 2015, au milieu d'une controverse, Thomas a été nommé président et copropriétaire de l’équipe WNBA des Knicks, le Liberty de New York, après le réembauchage de l’ancien coéquipier des Pistons de Thomas, Bill Laimbeer, comme entraîneur de l’équipe.

## Carrière de joueur

### Jeunesse
Thomas connaît une enfance difficile dans la banlieue de Chicago, où il hésite entre la vie des gangs et rester dans le droit chemin. Il étudie au lycée Saint-Joseph de Westchester (Illinois), où il se fait remarquer en remportant le titre 1978 de l'État. Il obtient une bourse pour aller étudier à l'Université de l'Indiana à Bloomington, où l'équipe de basket-ball des Hoosiers de l'Indiana est entraînée par Bobby Knight. Leur collaboration débute par une médaille d'or aux Jeux panaméricains de 1979.

### Université
Dès sa première saison, Thomas tourne à 14,5 points et 5,5 passes par match. Choisi pour représenter les États-Unis lors des Jeux olympiques de 1980, il ne peut jouer avec la sélection car les États-Unis boycottent les Jeux moscovites. À dix-neuf ans, il n'effectue pas ses deux dernières années universitaires et se présente à la draft en 1981 après avoir remporté le titre universitaire NCAA 63-50 avec son équipe des Hoosiers de l'Indiana, face aux Tar Heels de la Caroline du Nord menés par James Worthy. Thomas est élu meilleur joueur du tournoi NCAA ou Most Outstanding Player dans cette finale universitaire.

### Carrière NBA
Il est sélectionné en deuxième position du premier tour de la draft en 1981 par les Pistons de Détroit et l’ont signé avec un contrat de quatre ans pour 1,6 million de dollars. Thomas a commencé pour la conférence Est dans le All-Star Game de 1982 et a fait la All-Rookie Team.
Lors du premier tour des playoffs NBA 1984, Thomas et les Pistons affrontent Bernard King et les Knicks de New York. Dans le cinquième match crucial, Thomas a marqué 16 points en 94 secondes pour forcer le match en prolongation, mais l'équipe a ensuite échoué, et les Knicks ont tenu bon pour gagner.
Dans les playoffs 1985, Thomas et son équipe sont allés en demi-finale de la conférence contre les Celtics de Boston, menés par les futurs Hall of Famers Larry Bird, Kevin McHale, Robert Parish, et Dennis Johnson. Detroit n'est pas venu à bout des Celtics, perdant en six matchs la série.
Dans les playoffs 1987, Thomas et les Pistons sont allés jusqu'en finale de la conférence Est et ont affronté les Celtics à nouveau. Détroit a pu revenir à la hauteur des Celtics à deux matchs chacun, mais son espoir de gagner le match 5 au Boston Garden a été emporté par Larry Bird à quelques secondes de la fin : Thomas a tenté de rapidement mettre le ballon en jeu, Bird a intercepté le ballon et a servi Dennis Johnson pour le lay-up victorieux.
En 1988, la première apparition des Pistons en finale NBA, en 32 ans, les a vus affronter les Lakers de Los Angeles, menés par Magic Johnson, James Worthy et Kareem Abdul-Jabbar. Avant la série, Thomas et Johnson ont échangé une bise, symbolisant leur profonde amitié. Après avoir pris une avance de 3-2 dans la finale, de retour à Los Angeles, Detroit semblait prêt à gagner leur tout premier titre NBA dans le match 6.
Un des moments les plus inspirants de Thomas est venu dans le match 6. Bien qu’il se soit sévèrement foulé sa cheville en fin de match, Thomas a continué à jouer. Alors qu’il boite et souffre visiblement, Thomas a marqué 25 points dans le troisième quart-temps, un record en finale de la NBA. Mais les Lakers ont remporté le match 103-102 sur des lancers-francs de dernière minute par Abdul-Jabbar, à la suite d'une faute controversée de Bill Laimbeer. Avec Thomas incapable de concourir à plein régime, les Lakers ont pu prendre l’avantage et remporter leur deuxième titre consécutif dans le match 7, 108-105.
Au cours de la saison 1988-1989, Thomas, avec ses coéquipiers Joe Dumars, Rick Mahorn, Vinnie Johnson, Dennis Rodman, James Edwards, John Salley, Bill Laimbeer et Mark Aguirre, a guidé son équipe vers un bilan de 63-19. Detroit a joué une marque effrontée et dominante de basket-ball à travers les playoffs qui ont conduit à leur surnom de "Bad Boys". Tout d’abord, ils ont vaincu Boston, qui avait subi des blessures persistantes. Michael Jordan et les prometteurs Bulls de Chicago sont tombés ensuite en finale de conférence, préparant une revanche des finales NBA avec les Lakers. Cette fois-ci, les Pistons ont dominé, balayant les Lakers en quatre matchs pour remporter leur premier titre NBA, sous la gouverne de Chuck Daly. 
L’année suivante, Thomas a été élu MVP des Finales NBA 1990 après avoir obtenu en moyenne 27,6 points, 7,0 passes décisives et 5,2 rebonds par match lors de la victoire de Detroit sur les Trail Blazers de Portland de Clyde Drexler.
Les Pistons ont continué à bien jouer entre 1991 et 1993, mais ont retrouvé leur chemin vers les finales de la NBA bloqué par la dynastie émergente des Bulls de Chicago. Thomas, alors plus âgé s’est déchiré le tendon d'Achille le 19 avril 1994, le forçant à prendre sa retraite un mois plus tard.
En tant que meneur, Thomas était un marqueur dangereux et un meneur efficace. Il était connu pour ses capacités de dribble, ses prouesses en attaquant le cercle et ses passes souvent spectaculaires. Thomas a été nommé dans la All-NBA First Team trois fois et au All-NBA Second Team à deux reprises. Il est le leader historique des Pistons en termes de points, interceptions, matchs joués et passes décisives. Il se classe 9e dans l’histoire de la NBA en passes (9 061) et 15e en interceptions (1 861). Il a remporté à deux reprises le titre de MVP du All-Star Game en 1984 (21 points et 15 passes décisives) et 1986 (30 points et 10 passes décisives). Son numéro 11 a été retiré par les Pistons.

## Carrière internationale
Isiah Thomas, au moment de l'annonce de la sélection de la Dream Team compte trois participations aux Finales NBA dont les deux titres de 1989 et 1990, et cinq finales de Conférence Est. Son rôle de meneur des Pistons de Détroit, l'une des meilleures équipes des dernières années. Toutefois, lors de l'annonce du 21 septembre 1991, son nom est absent de la liste des dix premiers joueurs devant représenter les États-Unis. Plusieurs faits expliquent cette non sélection : Michael Jordan, même s'il ne l'avouera que des années plus tard, met une condition à sa présence : Isiah Thomas ne doit pas être présent. Magic Johnson, dans le livre When the Game Was Ours dont il est l'auteur avec Larry Bird et la journaliste Jackie MacMullan, révèle qu'il a également joué un rôle important dans la non sélection de son ancien grand ami : « Isiah a brulé lui-même ses chances d'aller aux Jeux Olympiques ... Quand vous vous êtes mis à dos la moitié de la NBA, vous devez le savoir quand même ». Cette volonté est partagée par de nombreux joueurs : Scottie Pippen, comme Jordan, ne veut pas jouer avec l'adversaire principal des Bulls depuis plusieurs saisons. Magic complète par « Qui a dit « Nous avons besoin de lui ?» Personne ».
Le 14 décembre 1991, Isiah Thomas est victime d'un coup de coude adressé par Karl Malone en montant au cercle, cela nécessite plus de 40 points de suture autour de son œil. Karl Malone est suspendu d'un match, sans salaire, et d'une amende de 10 000 dollars. Chuck Daly, l'entraîneur des Pistons et de la Dream Team, explique ce geste par le fait que, plus tôt dans la saison, Thomas a inscrit 44 points face au futur meneur de la Dream Team et coéquipier de Malone John Stockton.

## Carrière post-joueur

### Homme d'affaires
Isiah Thomas est le président-directeur général fondateur d’Isiah International LLC, une société diversifiée d’entreprises et d’investissements. Gre3n Waste Removal, Re3 Recycling et Eleven Capital Group sont trois des principales entreprises de la famille Isiah International.
En plus de ces entreprises commerciales, Thomas est impliqué dans des projets immobiliers à Chicago et la région environnante en tant que propriétaire d’Isiah Real Estate. Thomas a dit qu’il investit dans les régions en difficulté et réinvestit. Thomas est également impliqué dans un contrat de développement de 300 millions de dollars pour un complexe à usage mixte à la Commission du district médical de l’Illinois. Isiah Real Estate a établi un partenariat avec Higgins Development Partners, Thomas Samuels Enterprises et East Lake Management & Development pour développer un terrain de 9,5 acres (3,8 hectares) qui comprendrait un espace commercial, un hôtel, des appartements et des aires de stationnement.
Thomas a commencé sa carrière d’homme d’affaires avec les Pistons. Planifiant pour la vie après la NBA, Thomas a investi dans une foule d’entreprises par l’intermédiaire de sa société d’investissement privé du Michigan, Isiah Investments, LLC. Son principal investissement a été une grande chaîne d’impression, American Speedy Printing Centers Inc. Thomas a adopté une approche très pratique à American Speedy, menant l’entreprise hors de la faillite, pour devenir rentable et l’une des plus grandes franchises d’impression dans le monde.
En avril 1999, Thomas est devenu le premier Afro-Américain élu au Conseil des gouverneurs de la Bourse de Chicago. Il a servi jusqu’en 2002.

### Exécutif en NBA
Après avoir pris sa retraite, Thomas est devenu copropriétaire et vice-président exécutif de l’expansion des Raptors de Toronto en 1994. En 1998, il quitte l’organisation à la suite d’un différend avec la nouvelle direction au sujet de la direction de la franchise et de ses responsabilités futures. Pendant son mandat de quatre ans avec l’équipe, les Raptors ont sélectionné lors de différentes draft NBA Damon Stoudamire, Marcus Camby et Tracy McGrady.

### À la télévision
Après avoir quitté les Raptors, Thomas est devenu commentateur à la télévision (d’abord en tant qu’analyste principal de match avec Bob Costas et ensuite en tant que membre de l’équipe du studio) pour la NBA sur NBC. Il a également travaillé sur un plateau de trois personnes avec Costas et Doug Collins.
Le 19 décembre 2012, NBA TV a annoncé que Thomas commencerait à travailler le 21 décembre 2012, en tant que membre du comité d’analystes du studio. On a également annoncé que Thomas deviendrait un collaborateur régulier pour NBA.com.

### Continental Basketball Association
Thomas est devenu le propriétaire de la Continental Basketball Association (CBA) de 1998 à 2000. En 1999, il a fondé Enlighten Sports Inc, un groupe de développement Web, spécialisé dans le marketing sportif.
Lors de son passage à la CBA, Thomas a lancé des partenariats avec Enlighten Sports, l’Université du Colorado et la CBA. Les nouveaux sites Web ont permis aux fans de regarder des web-émissions de matchs en direct, d’utiliser des graphiques en direct, de discuter avec les joueurs et plus encore. Thomas a également lancé un partenariat entre la CBA et SEASONTICKET.com afin d’offrir des vidéos et des scores personnalisés aux fans dans tout le pays et d’être un portail pour le vote de la All-Star League. Thomas avait prévu que le streaming serait l’avenir des informations et du divertissement.
Thomas a acheté la CBA pour 10 millions de dollars, et en 2001, la ligue a été contraint de faire faillite. Peu de temps après le commissaire de la NBA, David Stern, a décidé de créer sa propre ligue de développement, le NBDL, pour remplacer la CBA.

### Carrière d'entraîneur

#### Pacers de l'Indiana
De 2000 à 2003, Thomas a entraîné les Pacers de l'Indiana, succédant à Larry Bird, qui a déjà conduit les Pacers au titre de la conférence Est. Thomas a essayé d’élever de jeunes talents tels que Jermaine O'Neal, Jamaal Tinsley, Al Harrington, et Jeff Foster. Mais sous Thomas, les Pacers n’ont pas pu rester au niveau alors qu’ils traversaient la transition d’une équipe dominée par les vétérans et expérimentée en playoffs, à une équipe plus jeune et moins expérimentée. Lors des deux premières saisons de Thomas avec les Pacers, l’équipe a été éliminée au premier tour par les 76ers de Philadelphie et les Nets du New Jersey.
Au cours de sa dernière année avec les Pacers, Thomas les a guidés vers un bilan de 48-34 en saison régulière et a entraîné l’équipe de la conférence Est au NBA All-Star Game 2003. En tant que 3e de conférence, les Pacers ont été éliminés au premier tour des playoffs par les Celtics de Boston. Avec des talents florissants tels que Jermaine O'Neal, Brad Miller, Ron Artest, Al Harrington et Jamaal Tinsley, ainsi que le leadership vétéran de Reggie Miller, certains ont perçu le manque d’expérience de Thomas en tant qu'entraîneur. Pendant l'intersaison, Bird revient aux Pacers en tant que président des opérations de basket-ball, et son premier acte consiste à remplacer Thomas par Rick Carlisle.

#### Knicks de New York
Le 22 décembre 2003, les Knicks de New York ont embauché Thomas comme président des opérations de basket-ball. Thomas n’a finalement pas réussi avec l'effectif des Knicks et la base de fans. À la fin de la saison 2005-2006, les Knicks avaient la plus grosse masse salariale de la ligue et le deuxième pire bilan. Il a échangé plusieurs futurs choix de draft à Chicago dans un accord pour Eddy Curry, ce qui s’est avéré être deux choix de loterie dans des projets riches en talent comme LaMarcus Aldridge, et Joakim Noah.
Le 22 juin 2006, les Knicks ont congédié l’entraîneur Larry Brown, et le propriétaire James Dolan l’a remplacé par Thomas, à la condition qu’il montre des progrès évidents.
Au cours de la saison suivante, les Knicks ont été mêlés à une bagarre avec les Nuggets de Denver que Thomas aurait provoquée en ordonnant à ses joueurs de commettre une faute flagrante dans la raquette. Il n’a pas été condamné à une amende ni suspendu; le commissaire de la NBA, David Stern, a déclaré qu’il ne se fiait qu’à des « renseignements définitifs » lorsqu’il distribuait des sanctions. Plus tard dans la saison, neuf mois après que Dolan eut exigé des progrès, les Knicks ont signé à nouveau Thomas pour un contrat sur plusieurs années. Après que Thomas eut obtenu la prolongation, les Knicks sont brusquement tombés des playoffs NBA à un résultat lamentable en fin de saison.
Lors de la draft de la NBA en 2007, Thomas a fait un autre échange, en acquérant Zach Randolph, Fred Jones et Dan Dickau des Trail Blazers de Portland pour Steve Francis et Channing Frye.
Thomas a également aggravé les problèmes de plafond salarial des Knicks en signant des contrats d’exception de niveau intermédiaire avec des joueurs marginaux comme Jerome James et Jared Jeffries. Aucun des deux joueurs n’a eu de temps de jeu significatif et les deux étaient souvent blessés et très inefficaces lorsqu’ils étaient sur le terrain.
Malgré les critiques constantes qu’il a reçues des fans des Knicks, Thomas a affirmé qu’il n’avait pas l’intention de partir jusqu’à ce qu’il ne renverse la tendance, et a prédit qu’il mènerait les Knicks à un titre, affirmant que son objectif était de laisser derrière lui un "héritage de championnat" avec les Knicks, comme il l’avait fait pour les Pistons de Détroit. Cette prédiction a été accueillie avec un scepticisme général.
Le 2 avril 2008, Donnie Walsh a été présenté pour remplacer Thomas comme président des opérations de basket-ball pour les Knicks. Walsh ne se prononça pas définitivement sur la question de savoir si Thomas serait retenu à quelque titre que ce soit.
Un soir après que les Knicks aient égalé un record de 59 défaites et ont terminé leur saison, des nouvelles ont éclaté lorsque Thomas avait été informé qu’il ne reviendrait pas en tant qu’entraîneur des Knicks la saison suivante. Il a été officiellement "réaffecté" le 18 avril 2008. Thomas a affiché un pourcentage de victoires de 34,1% en tant qu’entraîneur des Knicks, cinquième plus bas dans l’histoire de l’équipe. Dans le cadre de l’accord de réaffectation, Thomas devait servir de consultant auprès de l’équipe, relevant directement de Walsh et interdit d’avoir des contacts avec les joueurs des Knicks.

#### Panthers de FIU
Le 14 avril 2009, Thomas a accepté une offre pour devenir entraîneur de basket-ball des Panthers de FIU, remplaçant Sergio Rouco après cinq saisons de défaites. Il annonce qu'il reverse son salaire à l'université.
Après avoir affiché un bilan de 7-25 lors de sa première saison avec les Panthers, le 6 août 2010, Thomas a annoncé qu’il acceptait un poste de consultant pour les Knicks de New York, tout en conservant son poste d’entraîneur à FIU. Selon le New York Daily News, "presque tous les grands médias ont critiqué l’annonce de l’embauche de Thomas", et cela a provoqué un "tollé public" parmi les fans. Dans un revirement le 11 août, Thomas a annoncé qu’il ne travaillerait pas avec les Knicks parce que les deux emplois enfreignaient les règlements de la NBA.
Thomas a terminé sa deuxième saison à FIU avec un bilan de 11-19. Le 6 avril 2012, l'université a congédié Thomas après qu’il a obtenu un bilan de 26-65 en trois saisons. Sous la direction de Thomas, les Panthers n’ont jamais gagné plus de 11 matchs en une saison.
En mars 2014, il est pressenti comme remplaçant de son ancien coéquipier Joe Dumars en tant que général manager des Pistons de Détroit. Mais cette rumeur du New York Daily News est démentie le lendemain par Tom Gores (en), le propriétaire des Pistons.

### Président en WNBA

#### Liberty de New York
Ami de James Dolan, propriétaire du Madison Square Garden, des Knicks de New York, il est nommé en mai 2015 président de l'équipe WNBA Liberty de New York, dont son ancien coéquipier Bill Laimbeer est l'entraîneur, qui reste alors sur deux saisons sans play-offs (15 victoires pour 19 défaites lors de la saison WNBA 2014). Sa nomination est contestée par l'entraîneuse WNBA Anne Donovan qui rappelle que Thomas avait été poursuivi pour harcèlement sexuel en 2007 quand il était président et entraîneur des Knicks de New York.

## Records

### Records sur un match
Les records personnels d'Isiah Thomas sont les suivants :
| Type de statistique        | Saison régulière | Saison régulière       | Saison régulière | Playoffs | Playoffs                | Playoffs      |
| Type de statistique        | Record           | Adversaire             | Date             | Record   | Adversaire              | Date          |
| -------------------------- | ---------------- | ---------------------- | ---------------- | -------- | ----------------------- | ------------- |
| Points                     | 47               | @ Nuggets de Denver    | 13 décembre 1983 | 43       | @ Lakers de Los Angeles | 19 juin 1988  |
| Paniers marqués            | 19               | Cavaliers de Cleveland | 26 février 1984  | 18       | @ Lakers de Los Angeles | 19 juin 1988  |
| Paniers tentés             | 35               | @ Celtics de Boston    | 9 avril 1990     | 33       | @ Hawks d'Atlanta       | 19 avril 1986 |
| Paniers à 3 points réussis | 5                | 2 fois                 | 2 fois           | 5        | Knicks de New York      | 10 mai 1990   |
| Paniers à 3 points tentés  | 11               | Knicks de New York     | 13 janvier 1994  | 7        | Knicks de New York      | 10 mai 1990   |
| Lancers francs réussis     | 16               | 2 fois                 | 2 fois           | 14       | Knicks de New York      | 3 mai 1992    |
| Lancers francs tentés      | 20               | @ Bulls de Chicago     | 26 octobre 1986  | 17       | 3 fois                  | 3 fois        |
| Rebonds offensifs          | 5                | 3 fois                 | 3 fois           | 6        | 2 fois                  | 2 fois        |
| Rebonds défensifs          | 11               | 2 fois                 | 2 fois           | 9        | 2 fois                  | 2 fois        |
| Rebonds totaux             | 11               | 3 fois                 | 3 fois           | 12       | Celtics de Boston       | 10 mai 1985   |
| Passes décisives           | 25               | Mavericks de Dallas    | 13 février 1985  | 16       | 3 fois                  | 3 fois        |
| Interceptions              | 7                | @ Pacers de l'Indiana  | 20 avril 1990    | 6        | @ Lakers de Los Angeles | 19 juin 1988  |
| Contres                    | 3                | 4 fois                 | 4 fois           | 2        | 6 fois                  | 6 fois        |
| Balles perdues             | 10               | @ Hawks d'Atlanta      | 10 avril 1987    | 8        | @ Celtics de Boston     | 26 mai 1988   |
| Minutes jouées             | 51               | 2 fois                 | 2 fois           | 53       | Hawks d'Atlanta         | 25 avril 1986 |

- Double-double : 459 (417 en saison régulière, 42 en playoffs) (au 19/04/1994)
- Triple-double : 7 (5 en saison régulière, 2 en playoffs) (au 19/04/1994).

### Autres records
- Inscrit 25 points en un quart-temps (le 3e quart-temps) malgré une blessure à la cheville lors du 6e match des NBA finals 1988. Il termine le match avec 43 points[43].
- Inscrit 16 points en 94 secondes dans le 4e quart-temps lors d'un match des playoffs en 1984 face à Bernard King des Knicks de New York[8].
- Lors de la saison 1984-1985, il termine premier en passes décisives avec une moyenne de 13,9 passes par match.
- Avec 1 861 interceptions durant sa carrière, il se classe en 14e position au terme de la saison 2013-2014[44].
- Avec 9 061 passes décisives durant sa carrière, il se classe en 7e position au terme de la saison 2013-2014[45].
- Avec un total 18 822 points durant sa carrière, il se classe en 53e position au terme de la saison 2013-2014[46].

## Palmarès
Universitaire
- Champion NCAA en 1981 avec les Hoosiers de l'Indiana.
- Most Outstanding Player du Final Four en 1981.

En franchise
- Champion NBA en 1989 et 1990 avec les Pistons de Détroit.
- Finales NBA contre les Los Angeles Lakers en 1988 avec les Pistons de Détroit.
- Champion de Conférence Est en 1988, 1989 et 1990 avec les Pistons de Détroit.
- Champion de la Division Centrale en 1988, 1989 et 1990 avec les Pistons de Détroit.

Distinctions personnelles
- NBA Finals Most Valuable Player Award en 1990.
- NBA All-Rookie First Team en 1982.
- NBA All-Star Game Most Valuable Player Award en 1984 et 1986.
- 12 sélections au NBA All-Star Game entre 1982 dès sa saison rookie et 1993.
- All NBA First Team en 1984, 1985 et 1986.
- All NBA Second Team en 1983, et 1987.
- Meilleur passeur NBA en 1985 avec 13,86 passes décisives par match.
- Joueur ayant joué le plus de minutes en 1983 (3093).
- Joueur ayant donné le plus de passe décisives en 1984 (914) , et en 1985 (1123).
- Joueur ayant perdu le plus de ballons (turnovers) en 1982 (299), et en 1990 (322).
- Sélectionné parmi les Meilleurs joueurs du cinquantenaire de la NBA en 1996.
- J. Walter Kennedy Citizenship Award en 1987.
- Élu au Naismith Memorial Hall Of Fame en 2000.
- Son maillot, le no 11 a été retiré par les Pistons de Détroit.

## Statistiques

### Joueur

#### Saison régulière
| Champion NBA | Leader statistique de la saison |

gras = ses meilleures performances
Statistiques en saison régulière
| Saison        | Équipe        | Matchs | Titul. | Min./m | % Tir | % 3pts | % LF | Rbds/m. | Pass/m. | Int/m. | Ctr/m. | Pts/m. |
| ------------- | ------------- | ------ | ------ | ------ | ----- | ------ | ---- | ------- | ------- | ------ | ------ | ------ |
| 1981-1982     | Détroit       | 72     | 72     | 33.8   | .424  | .288   | .704 | 2.9     | 7.8     | 2.1    | .2     | 17.0   |
| 1982-1983     | Détroit       | 81     | 81     | 38.2   | .472  | .288   | .710 | 4.0     | 7.8     | 2.5    | .4     | 22.9   |
| 1983-1984     | Détroit       | 82     | 82     | 36.7   | .462  | .338   | .733 | 4.0     | 11.1    | 2.5    | .4     | 21.3   |
| 1984-1985     | Détroit       | 81     | 81     | 38.1   | .458  | .257   | .809 | 4.5     | 13.9    | 2.3    | .3     | 21.2   |
| 1985-1986     | Détroit       | 77     | 77     | 36.2   | .488  | .310   | .790 | 3.6     | 10.8    | 2.2    | .3     | 20.9   |
| 1986-1987     | Détroit       | 81     | 81     | 37.2   | .463  | .194   | .768 | 3.9     | 10.0    | 1.9    | .2     | 20.6   |
| 1987-1988     | Détroit       | 81     | 81     | 36.1   | .463  | .309   | .774 | 3.4     | 8.4     | 1.7    | .2     | 19.5   |
| 1988-1989     | Détroit       | 80     | 76     | 36.6   | .464  | .273   | .818 | 3.4     | 8.3     | 1.7    | .3     | 18.2   |
| 1989-1990     | Détroit       | 81     | 81     | 37.0   | .438  | .309   | .775 | 3.8     | 9.4     | 1.7    | .2     | 18.4   |
| 1990-1991     | Détroit       | 48     | 46     | 34.5   | .435  | .292   | .782 | 3.3     | 9.3     | 1.6    | .2     | 16.2   |
| 1991-1992     | Détroit       | 78     | 78     | 37.4   | .446  | .291   | .772 | 3.2     | 7.2     | 1.5    | .2     | 18.5   |
| 1992-1993     | Détroit       | 79     | 79     | 37.0   | .418  | .308   | .737 | 2.9     | 8.5     | 1.6    | .2     | 17.6   |
| 1993-1994     | Détroit       | 58     | 56     | 30.2   | .417  | .310   | .702 | 2.7     | 6.9     | 1.2    | .1     | 14.8   |
| Carrière      | Carrière      | 979    | 971    | 36.3   | .452  | .290   | .759 | 3.6     | 9.3     | 1.9    | .3     | 19.2   |
| All-Star Game | All-Star Game | 12     | 10     | 28.9   | .571  | .400   | .771 | 2.5     | 8.8     | 2.8    | .0     | 16.8   |

#### Playoffs
| Saison   | Équipe   | Matchs | Titul. | Min./m | % Tir | % 3pts | % LF | Rbds/m. | Pass/m. | Int/m. | Ctr/m. | Pts/m. |
| -------- | -------- | ------ | ------ | ------ | ----- | ------ | ---- | ------- | ------- | ------ | ------ | ------ |
| 1984     | Détroit  | 5      | 5      | 39.6   | .470  | .333   | .771 | 3.8     | 11.0    | 2.6    | 1.2    | 21.4   |
| 1985     | Détroit  | 9      | 9      | 39.4   | .500  | .400   | .758 | 5.2     | 11.2    | 2.1    | .4     | 24.3   |
| 1986     | Détroit  | 4      | 4      | 40.8   | .451  | .000   | .667 | 5.5     | 12.0    | 2.3    | .8     | 26.5   |
| 1987     | Détroit  | 15     | 15     | 37.5   | .451  | .303   | .755 | 4.5     | 8.7     | 2.6    | .3     | 24.1   |
| 1988     | Détroit  | 23     | 23     | 39.6   | .437  | .295   | .828 | 4.7     | 8.7     | 2.9    | .3     | 21.9   |
| 1989     | Détroit  | 17     | 17     | 37.2   | .412  | .267   | .740 | 4.3     | 8.3     | 1.6    | .2     | 18.2   |
| 1990     | Détroit  | 20     | 20     | 37.9   | .463  | .471   | .794 | 5.5     | 8.2     | 2.2    | .4     | 20.5   |
| 1991     | Détroit  | 13     | 11     | 33.5   | .403  | .273   | .725 | 4.2     | 8.5     | 1.0    | .2     | 13.5   |
| 1992     | Détroit  | 5      | 5      | 40.0   | .338  | .364   | .786 | 5.2     | 7.4     | 1.0    | .0     | 14.0   |
| Carrière | Carrière | 111    | 109    | 38.0   | .441  | .346   | .769 | 4.7     | 8.9     | 2.1    | .3     | 20.4   |

### Entraîneur

#### NBA
| Équipe   | Année     | Saison régulière | Saison régulière | Saison régulière | Saison régulière          | Playoffs  | Playoffs | Playoffs | Playoffs                                       |
| Équipe   | Année     | Victoires        | Défaites         | %                | Classement                | Victoires | Défaites | %        | Résultat                                       |
| -------- | --------- | ---------------- | ---------------- | ---------------- | ------------------------- | --------- | -------- | -------- | ---------------------------------------------- |
| Indiana  | 2000-2001 | 41               | 41               | 50,0             | 4e en division Centrale   | 1         | 3        | 25,0     | Défaite au premier tour, 76ers de Philadelphie |
| Indiana  | 2001-2002 | 42               | 40               | 51,2             | 4e en division Centrale   | 2         | 3        | 40,0     | Défaite au premier tour, Nets du New Jersey    |
| Indiana  | 2002-2003 | 47               | 35               | 57,3             | 2e en division Centrale   | 2         | 4        | 33,3     | Défaite au premier tour, Celtics de Boston     |
| New York | 2006-2007 | 33               | 49               | 40,2             | 4e en division Atlantique | -         | -        | -        | Non qualifié                                   |
| New York | 2007-2008 | 23               | 59               | 28,0             | 5e en division Atlantique | -         | -        | -        | Non qualifié                                   |
| Total    | Total     | 187              | 223              | 45,6             |                           | 5         | 10       | 33,3     |                                                |

#### Université
| Équipe | Année     | Saison    | Saison   | Saison | Conférence | Conférence | Conférence | Classement | Après-saison |
| Équipe | Année     | Victoires | Défaites | %      | Victoires  | Défaites   | %          | Classement | Après-saison |
| ------ | --------- | --------- | -------- | ------ | ---------- | ---------- | ---------- | ---------- | ------------ |
| FIU    | 2009-2010 | 7         | 25       | 21,9   | 4          | 14         | 22,2       | 6e         | -            |
| FIU    | 2010-2011 | 11        | 19       | 35,5   | 5          | 11         | 31,3       | 6e         | -            |
| FIU    | 2011-2012 | 8         | 21       | 26,7   | 5          | 11         | 31,3       | 5e         | -            |
| Total  | Total     | 26        | 65       | 28,6   | 14         | 36         | 28,0       |            |              |

## Filmographie
- Le Prince de Bel-Air Saison 1/11e épisode (1990) série TV.
- Hoop Dreams (1994) film documentaire.
- A Mother's Courage: The Mary Thomas Story (1989) (TV).
- CBA Museum, Isiah Thomas Years.
- Come fly with me.
- Un tandem de choc (saison 2 épisode 13).

## Pour approfondir